# Amphithalea virgata
Amphithalea virgata är en ärtväxtart som beskrevs av Christian Friedrich Frederik Ecklon och Carl Ludwig Philipp Zeyher. Amphithalea virgata ingår i släktet Amphithalea och familjen ärtväxter. Inga underarter finns listade i Catalogue of Life.